# Jung Il-woo
Jung Il-woo (Seul, 9 settembre 1987) è un attore sudcoreano.

## Biografia
Figlio di un ex conduttore televisivo, Jung Il-woo studiò per breve tempo Trasmissione al Seoul Institute of the Arts, per passare poi a Teatro e Cinema alla Hanyang University.
Il suo debutto come attore avviene nel 2006 con un ruolo minore nel film thriller Joyonghan sesang, ma il suo primo ruolo importante è quello di un adolescente ribelle e amante delle moto nella sitcom Geochim-eobs-i high kick!. Si unisce poi al cast della commedia romantica Nae sarang nel 2007.
Nel 2009 ottiene il primo ruolo da protagonista nella serie storica Dor-a-on Iljimae; seguono Agassireul butakhae e 49il. Nel 2010 debutta in teatro con Beautiful Sunday di Mayumi Nakatani. La sua popolarità cresce nel 2011 con Kkonminam ramyeongage e il ruolo del principe Yang-myung nel 2012 in Haereul pum-eun dal. Lo stesso anno vince il Premio attore maschile asiatico agli Huading Awards di Beijing; è il primo coreano ad essere nominato ai premi dalla loro istituzione nel 2005. Nel 2013 partecipa alla serie Hwanggeum mujigae e nel 2014 a Yagyeongkkun ilji.
Nel 2016 è il protagonista maschile del drama Cinderella-wa ne myeong-ui gisa. L'8 dicembre dello stesso anno, si arruola per il servizio militare obbligatorio, nonostante un aneurisma cerebrale, conseguenza di un incidente stradale avuto nel 2006 con il collega Lee Min-ho, che avrebbe potuto garantirgli l'esonero.

## Filmografia

### Cinema
- Joyonghan sesang (2006)
- Nae sarang, regia di Lee Han (2007)
- Nu hanzi wanmei lianren (女汉子完美恋人) (2015)

### Televisione
- Geochim-eobs-i high kick! (거침없이 하이킥!) – serial TV (2006-2007)
- Keukeuseom-ui bimil – serial TV, episodio 1x01 (2008) – cameo
- Dor-a-on Iljimae – serial TV (2009)
- Agassireul butakhae – serial TV (2009)
- Jibung tturko high kick! (지붕 뚫고 하이킥!) – serial TV, episodio 35 (2009)
- 49il – serial TV (2011)
- Kkonminam ramyeongage – serial TV (2011)
- High kick! - Jjarb-eun dari-ui yeokseup (하이킥! 짧은 다리의 역습) – serial TV, episodio 40 (2011)
- Haereul pum-eun dal – serial TV (2012)
- Jikjang-ui sin – serial TV (2013)
- Hwanggeum mujigae – serial TV (2013-2014)
- Yagyeongkkun ilji – serial TV (2014)
- Cinderella-wa ne myeong-ui gisa (신데렐라와 네 명의 기사) – serial TV, 16 episodi (2016)

## Videografia
- 2007 – This is Me (SAT)
- 2007 – Goodbye Sadness (Goo Jung-hyun)

## Discografia
- 2009 – Guilty (narrazione del brano dei Dynamic Duo)
- 2011 – Scarecrow (49il)
- 2011 – Someone Like You (Kkonminam ramyeongage)

## Riconoscimenti
- 2007 – Mnet KM Music Festival
  - Vinto – Miglior attore in un video musicale per Goodbye Sadness.
- 2007 – Mnet 20's Choice Awards
  - Vinto – Premio nuova stella per Geochim-eobs-i high kick!.
  - Vinto – Premio stella drammatica per Geochim-eobs-i high kick!.
- 2007 – MBC Entertainment Awards
  - Vinto – Miglior principiante in una commedia/sitcom per Geochim-eobs-i high kick!.
- 2009 – Korea Junior Star Awards
  - Vinto – Gran premio, televisione per Dor-a-on Iljimae.
- 2012 – Asia Model Festival Awards
  - Vinto – Premio fashionista per 49il e Kkonminam ramyeongage.
- 2012 – Huading Awards
  - Vinto – Premio attore maschile asiatico.
- 2012 – MBC Drama Awards
  - Vinto – Premio all'eccellenza, attore in una miniserie per Haereul pum-eun dal.
- 2013 – iQiyi Awards
  - Vinto – Premio attore maschile.
- 2013 – MBC Drama Awards
  - Nomination – Premio all'eccellenza, attore in un progetto drammatico speciale per Hwanggeum mujigae.
- 2014 – Baeksang Arts Awards
  - Nomination – Attore televisivo più popolare per Hwanggeum mujigae.